# Almanaque (historieta)
Un almanaque es un número especial de una colección de tebeos que aparece hacia finales de año, conteniendo más páginas de lo habitual.
Fue muy habitual en la España de los años cincuenta y sesenta, hallándose actualmente en desuso.